# Adetus modestus
Adetus modestus är en skalbaggsart som beskrevs av Julius Melzer 1934. Adetus modestus ingår i släktet Adetus och familjen långhorningar. Inga underarter finns listade i Catalogue of Life.